# Batalha de Dire Dawa
A Batalha de Dire Dawa foi uma série de confrontos que ocorreram de 17 de julho a 17 de agosto de 1977 entre as Forças Armadas da Etiópia e as Forças Armadas da Somália  nas proximidades da cidade de Dire Dawa, Etiópia, e adjacente ao aeródromo de mesmo nome durante a Guerra de Ogadênia. Pela primeira vez desde o início da guerra, a assistência militar soviética e cubana foi fornecida aos etíopes. Foi a primeira derrota das forças somalis durante a guerra.

## Batalha
A primeira tentativa de tomar de assalto Dire Dawa pelos somalis foi feita em 17 de julho às 04:30 com forças atacantes totalizando três batalhões mecanizados. O ataque foi repelido ao custo de 79 soldados etíopes mortos; os etíopes estimaram a perda dos somalis duas vezes maior. Como resultado do ataque, os somalis invadiram o aeródromo de Dire Dawa destruindo uma aeronave F-5E da 9.ª Força Aérea da Etiópia com um RPG.
A segunda fase da investida foi lançada em 17 de agosto de 1977, com as forças somalis totalizando um batalhão de infantaria e 32 tanques. Nos arredores da cidade, três tanques somalis foram destruídos por minas. Os tanques somalis conseguiram ultrapassar a resistência etíope e  avançar até o aeródromo perto da cidade, durante o assalto todo o aeródromo foi danificado, bem como a torre de controle de voo. Nove aeronaves foram destruídas e pelo menos mais uma danificada, um tanque etíope M-41 e uma instalação de armazenamento de combustível também foram destruídos. A Etiópia iniciou uma transferência de emergência de reforços de Harar consistindo em mais milícias, tanques e BRDMs montados em armas, mas apenas ataques aéreos etíopes massivos foram capazes de parar os tanques somalis, destruindo 16 T-55s.

## Perdas
Durante o ataque ao aeródromo, dez aeronaves etíopes foram destruídas: um Northrop F-5E, oito bombardeiros de mergulho a pistão Saab B 17s, e um T-28 Trojan. Um Boeing 707 civil também foi danificado.  Um tanque leve etíope M41 também foi destruído.
Segundo os etíopes, os somalis perderam durante a batalha 21 dos 32 tanques T-55 envolvidos. Como prova, os etíopes mostraram aos jornalistas da mídia ocidental 11 tanques somalis  arruinados, alguns dos quais foram abandonados porque estavam presos na lama. Outros veículos perdidos pelos ataques das forças somalis foram trinta caminhões militares, cinco veículos blindados de transporte de pessoal, três lançadores BM-13 e um obus.